# Lex Ripuaria
La Lex Ripuaria, nota anche come Lex Ribuaria, è un codice di antica legge germanica redatto nel VII secolo, probabilmente attorno al 630, a Colonia, l'antica capitale dei Franchi Ripuari.
Così come la Lex Francorum Chamavorum, redatta in epoca carolingia, si tratta di un'evoluzione della Legge salica. I 35 manoscritti della Lex Ripuaria giunti sino ai nostri tempi sono copie di età carolingia e presentano tutte il medesimo testo, che tuttavia non è l’originale, ma un testo emendato.

## Storia
La redazione originale sembrerebbe risalire al regno di Dagoberto I. A quell'epoca il potere dei maestri di palazzo non era ancora preponderante, poiché si ha notizia di un maggiordomo che avrebbe rischiato la pena capitale per aver accettato tangenti nello svolgimento delle sue funzioni giudiziarie. La sua fonte principale risulta essere la Legge salica, alla quale si aggiunsero norme provenienti da capitolari regie di epoca successiva al precedente codice di diritto germanico usato dai franchi. Essa stessa, poi, che funse da modello per la promulgazione da parte di Carlo Magno delle cosiddette quattro "leggi tribali carolingie" (in tedesco karolingischen Stammesrechte) tra cui la Lex Francorum Chamavorum, ovvero un nuovo codice riservato ai franchi, e altri tre codici di diritto germanico, la Lex Frisionum, la Lex Saxonum e la Lex Thuringorum, che funsero da strumento di sottomissione per i popoli conquistati dal Regno franco.

## Struttura
La Lex Ripuaria contiene 89 capitoli e si divide in tre sezioni dal contenuto eterogeneo ed è probabile che le prime due siano più antiche della terza.
I capitoli 1-31 consistono in una lista di risarcimenti e risulta chiara l’influenza della Legge salica, anche se il risarcimento minimo ammonta a 18 solidi, mentre nella Legge salica la cifra standard era di 15 solidi.
I capitoli 32-64 sono tratti direttamente dalla Legge salica, al punto che le norme seguono perfino la stessa disposizione e il risarcimento minimo è di 15 solidi. Tuttavia, per quanto riguarda l'affrancamento e la vendita di beni immobili, sono state interpolate delle capitolari regie di epoca successiva.
I capitoli 65-89 consistono in disposizioni di vario genere e di varia fonte, infatti, alcune provengono da capitolari regie perdute, altre dalla Legge Salica, mentre di altre ancora non è nota l’origine.
La Lex Ripuaria mostra maggiori divergenze dal diritto germanico tradizionale rispetto alla Legge salica. Elementi di novità sono l’importanza attribuita agli atti scritti, lo spazio dato ai testimoni giurati (in latino cojuratores) e l’introduzione del duello di Dio, assente nella Legge salica. Un aumento consistente si riscontra nei guidrigildi riservati ai chierici, in quanto il risarcimento destinato a un prete ammontava a 600 solidi, mentre quello destinato un vescovo ammontava a 900 solidi.

## Edizioni
- R. Sohm (1883), Monumenta Germaniae Historica, Leges V